# Woodwardiana nelsonensis
Woodwardiana nelsonensis är en insektsart som först beskrevs av Woodward 1953.  Woodwardiana nelsonensis ingår i släktet Woodwardiana och familjen Rhyparochromidae. Inga underarter finns listade i Catalogue of Life.